# 宮原弘幸
宮原 弘幸（みやはら ひろゆき、1977年 - ）は、日本の実業家。総合物流業を営む株式会社ネクサスの代表取締役。一般社団法人サムライアートの理事。生成Aiを利用した物流システムを構築している株式会AirBusinessClubの顧問も務める。

## 概要
1977年生まれ、佐賀県出身。
高校卒業後、九州日野自動車に入社、当初は整備士、のちに法人営業担当として勤務した。
また、趣味のカメラが高じて、会社勤務の傍ら、休日に写真撮影の副業を行っていた。
2012年、営業先の家具会社社長より家具ネット通販での起業独立を持ち掛けられ、株式会社ネクサスを設立し社長に就任した。
家具のネット通販事業は早々に頓挫し撤退するが、家具通販の配送代理や医療用模型の搬送・設営などから始めた運送事業は、日本全国に配送網を構築するまでになり、現在は半導体の保管管理業務も行う。今後は海外展開も視野に入れている。